# Charles-Eugène Delaunay
Charles-Eugène Delaunay (Lusigny-sur-Barse, 9 aprile 1816 – 5 agosto 1872) è stato un astronomo e matematico francese.

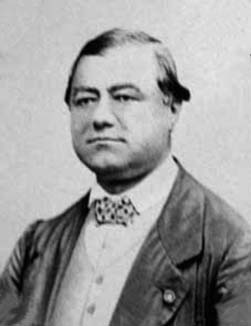
Charles-Eugène Delaunay.

Nato a Lusigny-sur-Barse, in Francia, Delauneay studiò sotto Jean Baptiste Biot all'Università di Parigi. Lavorò sulla meccanica della Luna come caso particolare del problema dei tre corpi. La sua espressione tramite le serie infinite per ricavare la posizione della Luna convergeva troppo lentamente per un utilizzo pratico, ma divenne un utile strumento in analisi funzionale. 
Vinse la Medaglia d'Oro della Royal Astronomical Society nel 1870. Nello stesso anno divenne anche direttore dell'Osservatorio di Parigi. Morì annegato in un incidente in barca vicino a Cherbourg due anni più tardi. Il suo nome venne inciso da Gustave Eiffel sulla sua torre, assieme a quelli di altri 71 scienziati, in riconoscimento dei loro contributi.

## Scritti
- Cours élémentaire de mécanique théorique et appliquée, su gallica.bnf.fr, 1852.
- Traité de mécanique rationnelle, su gallica.bnf.fr, 1856.
- Théorie du mouvement de la lune (1860)
- Cours élémentaire d'astronomie, su gallica.bnf.fr, 1870.